# Linlithgow Palace

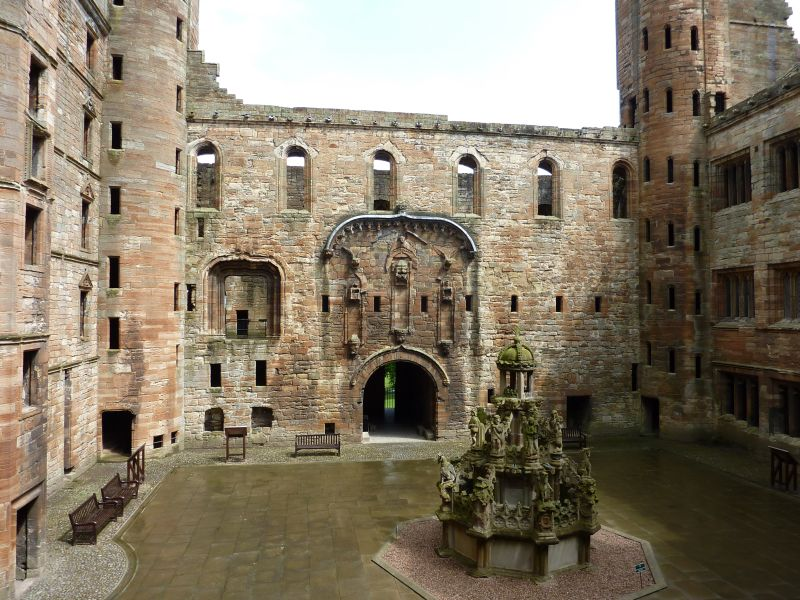
De binnenplaats met fontein vanaf het westen.

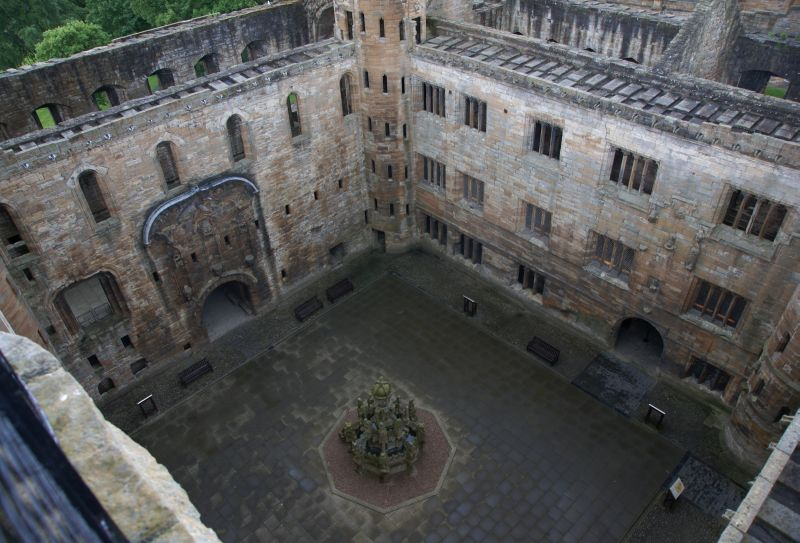
De binnenplaats vanaf Queen Margaret's Bower.

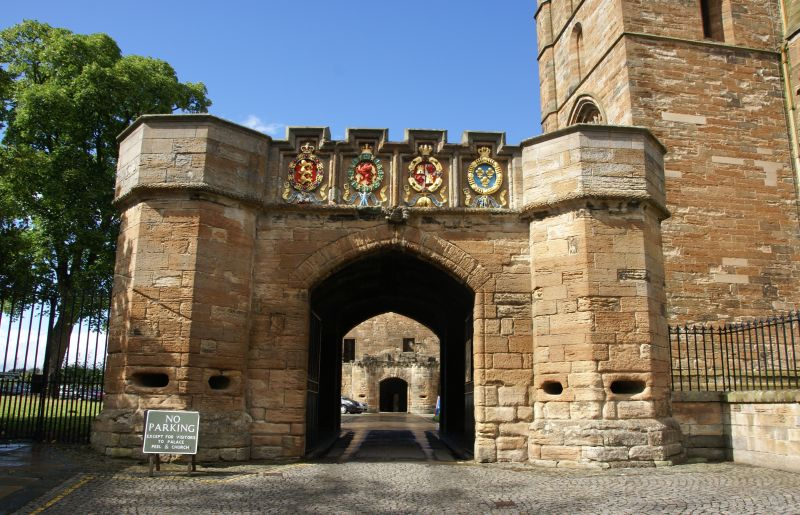
De losstaande poort aan de zuidzijde, gebouwd door Jacobus V.

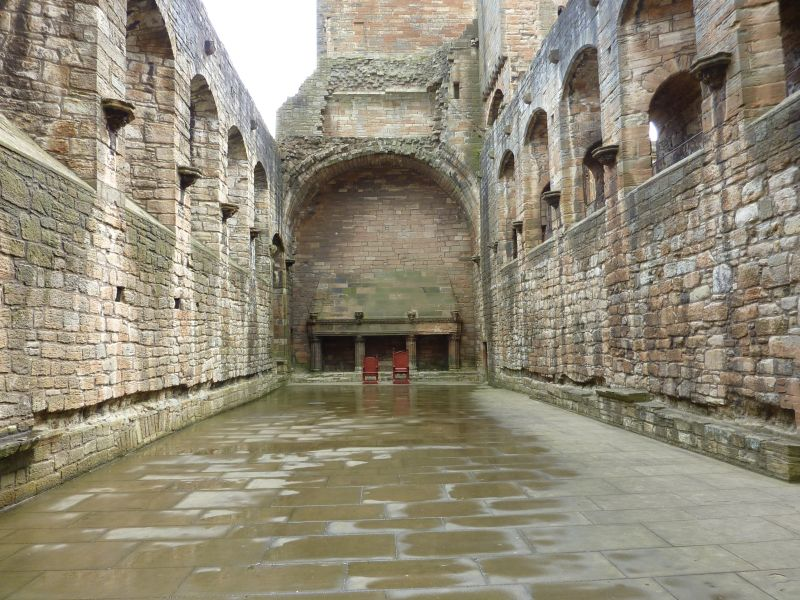
De troonzaal in de oostvleugel.

Linlithgow Palace is een vijftiende-eeuws kasteel, gelegen in de plaats Linlithgow in het Schotse raadgebied West Lothian. Dit kasteel, later ook aangeduid met paleis, was een van de belangrijkste verblijven van de Schotse koningen van het Huis Stuart in de vijftiende en zestiende eeuw.

## Geschiedenis

### Algemeen
In de twaalfde eeuw stond er al een versterkte woning of een klein kasteel op de plaats waar nu Linlithgow Palace staat. Tijdens de Schotse Onafhankelijkheidsoorlog was het kasteel in handen van de Engelsen. Eduard I van Engeland liet het kasteel rond 1300 verder versterken. In 1313, een jaar voor de Slag om Bannockburn, werd het kasteel ingenomen door de Schotten.
Het oorspronkelijke kasteel uit de twaalfde eeuw werd in 1424 verwoest door een grote brand in de stad Linlithgow. Jacobus I van Schotland besloot daarop een nieuw kasteel te bouwen. Hij liet het nieuwe kasteel bouwen volgens de meest recente inzichten, zodat het een prestigeproject werd. Ook de volgende koningen van Schotland bouwden verder aan het paleis, waardoor het pas in zijn definitieve vorm in 1621 gereed was. In de periode van 1570 tot 1618 werd het paleis echter weinig gebruikt en had zeker niet het aanzien dat het voorheen had. Dit was vermoedelijk ook de reden dat een deel van het kasteel in 1607 instortte en herbouwd moest worden in 1618.
In 1668 was het paleis opnieuw ernstig verwaarloosd. Troepen van Oliver Cromwell hadden voor de nodige schade aan het kasteel gezorgd in 1650. De troepen van de Hertog van Cumberland verbleven ook in Linlithgow Palace kort voor de Slag bij Culloden in 1746. Bij het vertrek van deze troepen op 1 februari 1746 ontstond er brand in het paleis. De bevolking van de stad deed niets om de brand te blussen, maar plunderde het paleis. Sindsdien staat het paleis als een ruïne.
Jacobus V van Schotland en Mary, Queen of Scots werden beiden in dit paleis geboren.

### Constructie
Jacobus I van Schotland liet een kasteel bouwen met een L-vormige plattegrond. Het lange gedeelte was zuid-noordelijk georiënteerd en de zijbeuk bevond zich aan de zuidwestzijde van het gebouw. Het lange gedeelte vormt de huidige oostvleugel van het kasteel. Midden in die oostvleugel bevond zich de toegang tot het kasteel. Jacobus III breidde de zijbeuk verder uit in westelijke richting, waardoor de huidige zuidvleugel ontstond. Ook maakte hij een begin aan de westvleugel. Jacobus IV maakte omstreeks 1500 het kasteel compleet als een vierkant met een grote binnenplaats. Jacobus V verfraaide het kasteel rond 1530; er werd een nieuwe toegang gemaakt tot het kasteel in de zuidvleugel en een grote fontein werd in het centrum van de binnenplaats aangelegd. Deze fontein bevat, naast versieringen van exotische en fabeldieren, een afbeelding van een cockerspaniël, de lievelingshond van Maria van Guise. Hij bouwde ook een extra poortgebouw aan de zuidzijde, dat losstond van het eigenlijke paleis. Deze zuidelijke toegang was vanaf de stad de best bereikbare toegang en werd dan ook de officiële toegang die gebruikt werd voor gasten. Jacobus VI van Schotland, de latere Jacobus I van Engeland, gaf in 1617 opdracht de noordvleugel opnieuw te bouwen, nadat die was ingestort in 1607. Deze werkzaamheden hadden plaats van 1618 tot en met 1621.

## Bouw
Het kasteel ligt op de oever van een meer, genaamd Linlithgow Loch. Het kasteel heeft de plattegrond van een vierkant met een vierkante binnenplaats. In de vier hoeken van de binnenplaats staan ronde torens waarin zich de trappenhuizen bevinden. In het midden van de noordzijde van de binnenplaats bevindt zich een vijfde trappentoren.
De oostvleugel, het oudste deel van het kasteel, bevat de grote hal, die gebruikt werd als troonzaal, op het niveau van de eerste verdieping. Aan de noordzijde van deze vleugel bevond zich de keuken. Ook de oorspronkelijke toegang van het kasteel bevindt zich aan de oostzijde. De lagere niveaus bevatten een kleinere keuken met waterput, de ruimte voor de wachters en een kerker. In de zuidvleugel bevonden zich onder andere de kapel en enkele leefvertrekken. De westelijke vleugel bevatte de privé-vertrekken van de koning, een audiëntiekamer en de wijnkelder. De noordvleugel, herbouwd aan het begin van de zeventiende eeuw, bevatte met name kamers voor de bewoners en op de begane grond opslagruimtes.
Het kasteel was in het verleden rijk versierd en er zijn duidelijke invloeden herkenbaar van de Italiaanse renaissance. Zo waren er oorspronkelijk meerdere beelden op gevel van de oostvleugel en is er de grote fontein op de binnenplaats. De audiëntiekamer in de westvleugel heeft een bijzonder horizontaal tralieraam dat er vermoedelijk voor bedoeld was om een extra lichtval op het plafond te krijgen. De trappentorens in de noordwesthoek en zuidoosthoek van het plein hebben ramen die als een spiraal over de gevel geplaatst zijn. Boven op de noordwestelijke toren is een klein prieel geplaatst, waarvandaan er een uitzicht is over het kasteel en het omliggende landschap. Deze prieel wordt Queen Margaret's Bower genoemd, naar Margaret Tudor, echtgenote van Jacobus IV, die daar vaak verbleef.

## Folklore
Er bestaan enkele spookverhalen over dit kasteel. Zo zou er een geestverschijning, aangeduid als blue lady (blauwe dame), te zien zijn die vanaf de ingang van het kasteel zo nu en dan naar de nabijgelegen parochiekerk van St Michael loopt. Ook in Queen Margaret's Bower is er een geest te zien, vermoedelijk van Margaret Tudor of anders van haar schoondochter Maria van Guise. Volgens de overlevering heeft Margaret Tudor in ieder geval het nieuws van het overlijden van haar echtgenoot Jacobus IV bij de Slag bij Flodden in 1513 gehoord, terwijl ze in Queen Margaret's Bower zat.

## Beheer
Linlithgow Palace wordt beheerd door Historic Environment Scotland en is sinds de tweede helft van de negentiende eeuw staatseigendom. Sedert 1977 worden rondleidingen door kinderen van de lokale basisschool Linlithgow Primary School in historische kostuums verzorgd.